# دام بالارد
دام بالارد (انگلیسی: Dom Ballard؛ زادهٔ ۱ آوریل ۲۰۰۵) بازیکن فوتبال است.
وی همچنین در تیم‌های ملی فوتبال زیر ۱۷ سال انگلستان و زیر ۱۸ سال انگلستان بازی کرده‌است.

## دوران باشگاهی

### ساوت‌همپتون
در ۲۱ مه ۲۰۲۳، بالارد اولین بازی خود را در لیگ برتر فوتبال انگلستان در شکست ۳–۱ مقابل برایتون انجام داد و در دقیقه ۷۰ جایگزین جو آریبو شد.